# Lysá hora
Lysá hora (ˈlɪsaː ˈɦora; in polacco: Łysa Góra, in tedesco: Lysa-berg, Kahlberg, in slesiano: Gigula) è la montagna più alta della catena montuosa dei Beschidi Moravo-Slesiani, che sorge in Repubblica Ceca e nella Slesia di Cieszyn. È considerato il luogo più piovoso della nazione, con precipitazioni annue oltre i 1.500 mm.

## Etimologia
Il nome Lysá hora può essere tradotto come "monte calvo"; il nome viene dal fatto che su Lysá hora non crescono alberi. Il luogo è stato menzionato per la prima volta in un documento scritto nel 1261 come Lissa huera.

## Turismo
Oggi, la montagna possiede anche una piccola stazione sciistica ed è una destinazione popolare per le gite in estate.